# آرتور نایفونوف
آرتور نایفونوف (به روسی: Артур Найфонов؛ زادهٔ ۱۰ مهٔ ۱۹۹۷) یک کشتی‌گیر آزادکار اهل کشور روسیه است.
از افتخارات وی می‌توان به کسب مدال برنز المپیک ۲۰۲۰ توکیو و دو مدال برنز مسابقات قهرمانی کشتی جهان ۲۰۱۹ و مسابقات قهرمانی کشتی جهان ۲۰۲۱ اشاره کرد.

## زندگی‌نامه
او در پی بحران گروگان‌گیری در مدرسه بسلانپدرو مادر خود را از دست داد.

## فعالیت حرفه‌ای

### قهرمانی کشتی جهان ۲۰۱۹
نایفونوف در وزن ۸۶ کیلوگرم کشتی آزاد مسابقات قهرمانی کشتی جهان ۲۰۱۹ نورسلطان حاضر بود که در مسابقه اول تا سوم ویل هینو از فنلاند، پیوتر ایانولوف از مولداوی و جاورایل شاپیف از ازبکستان را شکست داد اما در مسابقه بعد به حسن یزدانی از ایران باخت و با توجه به حضور این کشتی‌گیر در فینال، به دیدار شانس مجدد رفت. او در مراحل شانس مجدد ایستوان ورب از مجارستان را شکست داد و به دیدار رده‌بندی رسید. وی در این دیدار مایلس امینی از سان مارینو را شکست داد و مدال برنز وزن ۸۶ کیلوگرم را به دست آورد.

### المپیک ۲۰۲۰ توکیو
نایفونوف در وزن ۸۶ کیلوگرم کشتی آزاد المپیک ۲۰۲۰ توکیو حاضر بود که در کشتی‌های اول و دوم بوریس ماکوجف از اسلواکی و عثمان گوجن از ترکیه را شکست داد اما در نیمه نهایی به حسن یزدانی از ایران باخت و به دیدار رده‌بندی رفت. وی در دیدار رده‌بندی جاورایل شاپیف از ازبکستان را شکست داد و مدال برنز وزن ۸۶ کیلوگرم را به دست آورد.

### قهرمانی کشتی جهان ۲۰۲۱
آرتور نایفونوف در وزن ۸۶ کیلوگرم کشتی آزاد مسابقات قهرمانی کشتی جهان ۲۰۲۱ اسلو شرکت کرد که در مسابقه اول و دوم هایاتو ایشیگورو از ژاپن و تایموراز فریف از اسپانیا را مغلوب کرد اما در مسابقه بعد به حسن یزدانی باخت و با توجه به حضور حسن یزدانی در فینال مسابقات او به دیدار رده‌بندی رسید و عظمت دولتبکوف را شکست داد و به مدال برنز وزن ۸۶ کیلوگرم رسید.